# Borki (Opole)
Pour les articles homonymes, voir Borki.
Borki est une localité polonaise du gmina de Dobrzeń Wielki dans la voïvodie et le powiat d'Opole.